# Amalie Dideriksen
Amalie Dideriksen (ur. 24 maja 1996 w Kastrup) – duńska kolarka szosowa oraz torowa, mistrzyni świata w wyścigu ze startu wspólnego (2016).

## Najważniejsze osiągnięcia

### Kolarstwo torowe
2012
- Mistrzostwa Danii w kolarstwie torowym
  -  Omnium
  -  Wyścig punktowy
  -  Scratch

2016
- Mistrzostwa Danii w kolarstwie torowym
  -  Omnium
  -  Wyścig punktowy
  -  Wyścig ind. na dochodzenie
  -  Scratch
  -  Sprint ind.

2019
- 1. miejsce w mistrzostwach Europy (madison)
- 3. miejsce w mistrzostwach świata (madison)

2021
- 2. miejsce w igrzyskach olimpijskich (madison)
- 2. miejsce w mistrzostwach Europy (madison)

2022
- 3. miejsce w mistrzostwach Europy (madison)
- 3. miejsce w mistrzostwach świata (madison)

2023
- 3. miejsce w mistrzostwach Europy (omnium)

### Kolarstwo szosowe
2013
- 1. miejsce  w mistrzostwach świata juniorek (start wspólny)

2014
- 1. miejsce w mistrzostwach Danii (start wspólny)
- 1. miejsce  w mistrzostwach świata juniorek (start wspólny)

2015
- 3. miejsce w mistrzostwach Danii (jazda ind. na czas)
- 1. miejsce w mistrzostwach Danii (start wspólny)
- 2. miejsce w Belgium Tour
  - 1. miejsce na 2. etapie
  - 1. miejsce w klasyfikacji punktowej

2016
- 2. miejsce w mistrzostwach Danii (start wspólny)
- 1. miejsce na 1. etapie Holland Ladies Tour
- 1. miejsce w mistrzostwach świata (start wspólny)

2017
- 1. miejsce w Ronde van Drenthe
- 3. miejsce w Drentse Acht van Westerveld
- 3. miejsce w mistrzostwach świata (start wspólny)

2018
- 1. miejsce na 4. etapie The Women’s Tour
- 1. miejsce w mistrzostwach Danii (start wspólny)
- 1. miejsce na 3. i 4. etapie Holland Ladies Tour
- 2. miejsce w mistrzostwach świata (jazda druż. na czas)

2019
- 1. miejsce w mistrzostwach Danii (start wspólny)

2020
- 1. miejsce w mistrzostwach Danii (start wspólny)

2021
- 1. miejsce w mistrzostwach Danii (start wspólny)

2022
- 3. miejsce w mistrzostwach Danii (start wspólny)

2023
- 1. miejsce w GP Eco-Struct
- 2. miejsce w Trofee Maarten Wynants

2024
- 2. miejsce w mistrzostwach Danii (start wspólny)

## Rankingi

### Kolarstwo szosowe
| Rok            | 2015 | 2016 | 2017 | 2018 | 2019 | 2020 | 2021 | 2022 | 2023 | 2024 |
| -------------- | ---- | ---- | ---- | ---- | ---- | ---- | ---- | ---- | ---- | ---- |
| Ranking UCI    | 102. | 42.  | 30.  | 65.  | 104. | 149. | 101. | 141. | 83.  | 231. |
| UCI World Tour |      | 72.  | 34.  | 46.  | 57.  | 91.  | 102. | 86.  | 99.  | 238. |
|                |      |      |      |      |      |      |      |      |      |      |
| Źródło: UCI    |      |      |      |      |      |      |      |      |      |      |